# Vrankrijk
Vrankrijk is een voormalig gekraakt woon- en werkpand aan de Spuistraat 216 te Amsterdam. Het wordt bevolkt door autonomen. Het pand bestaat uit een woongedeelte en meer algemene ruimtes waaronder een café. Wekelijks is er een kraakspreekuur. Na de ernstige mishandeling van een bezoeker van het kraakcafé door medewerkers van Vrankrijk is het café bijna twee jaar gesloten geweest.

## Geschiedenis van het pand
Vrankrijk werd in 1875 gebouwd. In dat jaar werd het deel op nummer 218 gebruikt door de stoomsteendrukkerij Harms & Co. In 1877 werd daar het weekblad De Amsterdammer gedrukt dat nog steeds bestaat als De Groene Amsterdammer. Omdat de drukkerij uitbreidde werd ook het pand 216 eigendom van de drukkerij. Hierna werd na verhuizing van de drukkerij het pad gekocht door de firma Hillen die er de timmerwerkplaats en meubelfabriek van de firma Hillen & Roosen vestigde. Tijdens de Tweede Wereldoorlog was een deel van het pand ook in gebruik bij Marten Toonder (een stuk van de oorspronkelijke drukkerij) die er ook door het verzet valse papieren voor onderduikers liet maken. In het gebouw werden door Hillen en Toonder in de laatste fase van de tweede wereldoorlog regelmatig mensen tijdelijk opgevangen en verborgen die op de vlucht waren voor razzia's. Na de Bevrijding raakte het pand in handen van De Telegraaf die er een drukkerij had, en garagehouder Hendrik Tabak die Ford-auto's verkocht. De Telegraaf en de garagehouder verlieten het pand in 1975 waarna het wegens speculeren regelmatig van eigenaar wisselde; het pand stond ondertussen leeg.
In november 1982 werd het pand gekraakt om sloop ten behoeve van de bouw van appartementen te voorkomen. Illegale ontruimingen door knokploegen faalden en in 1992 voorkwamen de krakers een door de rechter bevolen huisuitzetting door het pand aan te kopen en in zelfbeheer (door de beheersstichting Dilemma en de bewonersvereniging Repelsteeltje) te nemen.
Het pand werd uit de opbrengsten van de huur en met behulp van benefietconcerten en achtergestelde leningen en obligaties die verkocht werden aan de achterban, gerenoveerd. Het café werd niet commercieel uitgebaat maar bleef in feite gekraakt. In 2002 kreeg het een exploitatie- en drankvergunning.
De concertzaal werd vanwege strengere geluidseisen in 2005 en 2006 nogmaals verbouwd. In het najaar van 2008 ging café Vrankrijk enige tijd dicht nadat twee bezoekers ernstig mishandeld werden door een vrijwilliger en bewoner van het pand. Een van de slachtoffers raakte blijvend invalide wegens hersenletsel en kreeg vanuit Vrankrijk een financiële compensatie. Naar aanleiding van deze gebeurtenis en omdat de organisatie van Vrankrijk het politie-onderzoek zou hebben tegengewerkt, besloot burgemeester Job Cohen het kraakcafé te sluiten. In 2012 liet burgemeester Eberhard van der Laan weten dat het café onder voorwaarden weer open mocht.

## Activiteiten in het pand

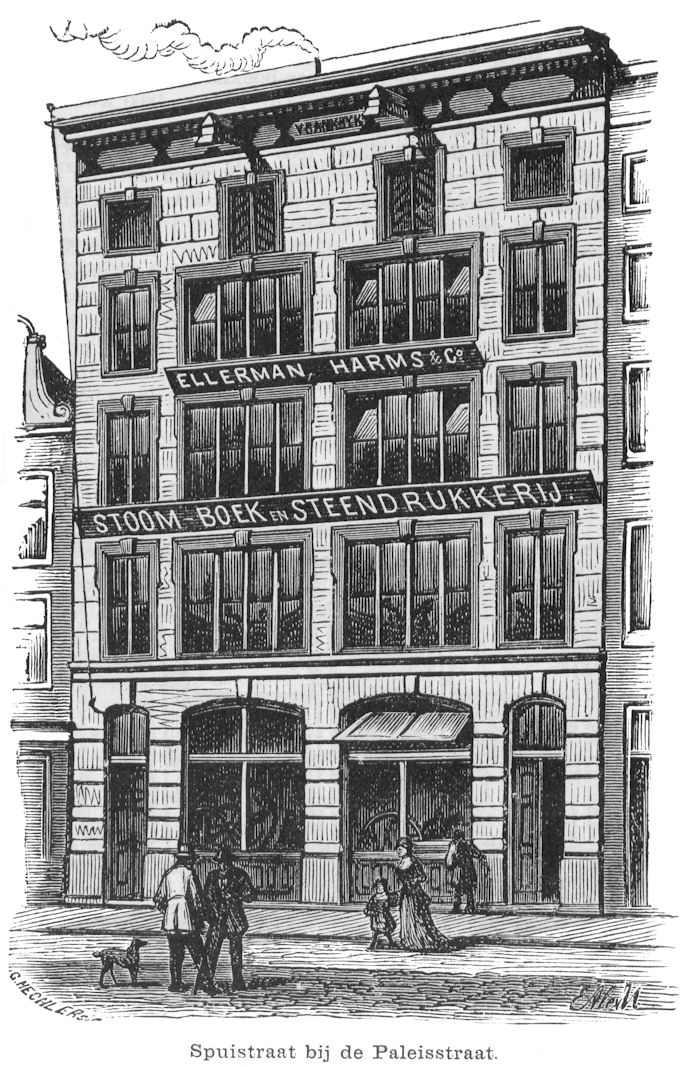
Vrankrijk in 1880

Het pand kent een café, een discussieruimte (sociaal politiek centrum) en een mini-concertzaal. Er vinden discussiebijeenkomsten plaats over antiglobalisme, alternatieve economie, samenlevingsvormen en 'bevrijdingsorganisaties'. Hieronder was Groenfront! dat de natuur de vrije loop wil laten en anarchofeministische groepen die een onderdrukkingsvrije samenleving nastreven. Tussen 2002 en 2008 werden deze bijeenkomsten georganiseerd door de Stichting Barst. In 2012 kwam een nieuw collectief met een gevarieerd politiek-cultureel programma van onder andere debat, film, theater en concert.
In het verleden werden soms organisaties uitgenodigd die als terroristisch gebrandmerkt waren. Zo is in 2004 Segi op bezoek geweest, en 2007 de verboden jongerenorganisatie van de ETA. Batasuna, de politieke tak van de ETA, heeft er een forum gevonden en in 2002 dook een internationaal gezochte ETA-activist, Juan Ramón Rodríquez Fernández, met hulp van de AFA onder in het pand. Dit leidde tot een politie-inval.
In 1997 vond de Eurotop plaats in het gebouw van De Nederlandsche Bank in Amsterdam; een groot deel van de stad was afgesloten, politiehelikopters vlogen boven de stad en er golden veiligheidsmaatregelen om acties en verstoringen door autonomen te voorkomen. Voor Vrankrijk verzamelden zich enkele honderden actievoerders die van plan waren op te trekken naar de rand van het spergebied om met een lawaaidemonstratie de Eurotop te verstoren. De politie greep hardhandig in en arresteerde 348 mensen die daarna werden vastgehouden; de president van de rechtbank noemde enkele van deze arrestaties in kort geding onrechtmatig.
In de concertzaal treden groepen op uit de alternatieve scene: punk- en skabands en avantgardistische groepen als The Ex en The Scene. Het Forbidden Fruits of Civil Society-festival uit Slovenië kwam meerdere zomers langs.

## Documentaire
In 2020 verscheen bij 2Doc de documentaire-film Vrankrix en het Amst€rdamse rijk van Annegriet Wietsma over de geschiedenis van Vrankrijk als krakerspand, en het ontmoetingscentrum voor activisten en de 19 bewoners, die anno 2020 het pand bewonen.